# Peter Barkworth
Peter Barkworth, född 14 januari 1929 i Margate, Kent, Storbritannien, död 21 oktober 2006 i Hampstead, London, Storbritannien, var en brittisk skådespelare på scen, film och TV.
Barkworth föddes i kustorten Margate men växte upp i Bramhall i Cheshire. Han började på dramaskolan i Stockport och spelade Macbeth när han var 15, Julius Caesar ett år senare och som 17-åring Hamlet. Han erhöll ett stipendium till den berömda teaterskolan RADA (Royal Academy of Dramatic Art). Åren 1955–1963 undervisade han i skådespelarteknik som lärare vid RADA – bland hans elever kan nämnas John Hurt och Anthony Hopkins.
Han var en lågmäld men intensiv skådespelare och medverkade i en rad mycket framgångsrika brittiska TV-serier från 1960-talet och framåt. Han hade även en lysande karriär på teaterscenerna i Londons West End.
Han erhöll BAFTA-priset som bäste skådespelare två gånger, 1974 och 1979.
Barkworth skrev också flera böcker, bl.a. två volymer om skådespeleri (About Acting och More About Acting) som används som läroböcker av teaterskolor.
Privat var Barkworth alltid en ensamvarg och levde mycket tillbakadraget. Han samlade konst, spelade piano (klassiskt) och tog långa promenader.

## TV-serier (urval)
- Maktspelet (The Power Game) 1965-1969
- Människojakt (Man Hunt) 1970
- Crown Matrimonial 1973
- Professional Foul 1977
- Tid att leva (Telford's Change) 1979
- Winston Churchill - The Wilderness Years 1981
- Priset (The Price) 1985
- Late Starter 1985

## Filmografi (urval)
- 1961 – A Touch of Larcency
- 1962 – Tiara Tahiti
- 1963 – No Love for Johnnie
- 1969 – Örnnästet
- 1978 – Över alla hinder